# Hans Erling Langkilde
Hans Erling Langkilde (født 24. juni 1906 i København, død 25. februar 1997) var en dansk arkitekt og professor ved Kunstakademiets Arkitektskole fra 1954-1957.
Langkilde blev uddannet dels fra Kunstakademiets Arkitektskole, dels på tegnestuerne Vilhelm Lauritzen og Edvard Heiberg 1928-1929. Han etablerede i 1938 en tegnestue sammen med studiekammeraten Ib Martin Jensen. Virksomheden vandt mange arktiektkonkurrencer i de følgende to årtier. Fra 1938 til 1947 var han desuden redaktør af fagbladet Arkitekten. 
Han var enageret i boligpolitiske og sociale forhold og var også fagligt aktiv som formand for Akademisk Arkitektforening 1946-1951. I de år var han medstifter af Danske Arkitekters Landsforbund i 1951. 
Hans Erling Langkilde har skrevet flere bøger om arkitektur.

## Værker i udvalg
- Plejehjemmet Solhjem, Gentofte (1938-1940)
- Lyngby Rådhus (1939-1942)
- Skovgårdsskolen, Ordrup (1949-1951)
- Jonstrup Seminarium (1958-1963)

## Anerkendelser
- Akademisk Arkitektforenings æresmedalje, 1952